# Mircea cel Bătrân, Ialomița
Mircea cel Bătrân (în trecut, Reviga Nouă) este un sat în comuna Reviga din județul Ialomița, Muntenia, România.